# Gillet Vertigo
Gillet Vertigo — (фр. Vertigo - примха) модель бельгійської компанії Gillet з Жамблу, що випускається з 1997 у декількох модифікаціях. Моделі виготовляються під індивідуальні замовлення, виготовлення здійснюється повністю ручним збиранням з сидінням по фігурі замовника.

## Історія
Засновник компані Тоні Жіллет встановив на перший прототип Vertigo 1991 4-циліндровий мотор Cosworth об'ємом 2,0 л з турбокомпресором потужністю 220 к.с., 6-ступеневу коробку передач. Його презентували 1992 на 71 Брюсельському автосалоні.
На Женевському автосалоні і Паризькому автосалоні 1994 презентували серійну модель Vertigo Sport Coupé мотор V6 Alfa Romeo об'ємом 3,0 л і потужністю 226 к.с. при 6200 об/хв., що використовувався на Alfa Romeo 164. У кузові використали сандвіч-панелі, запозичені з моделей Формули-1. Це дозволило знизити вагу на 58 кг в порівнянні з прототипом, довівши її до 750 кг. Хоча мотор у 226 к.с. вважали недостатнім для престижної спортивної моделі питома потужність у 3,2 кг/к.с. була порівняно рівною з показниками Ferrari F430, Porsche 911 Турбо. Модель розвивала швидкість 250 км/год і долала 0-100 км/год за 4,4 секунди. У 1994 серійний Gillet Vertigo показав розгін 0-100 км/год за 3,266 секунди, що протримався у книзі рекордів Гіннеса до 2005. Тоді надпотужний і наддорогий Bugatti Veyron 16.4 показав 2,5 секунди.
З нагоди 10-річчя компанії з 2002 розробили Gillet Vertigo Streiff з дверима, що відкривались вгору, закриту кабіну типу купе повністю карбонового корпусу та почали встановлювати мотор V6 Alfa Romeo об'ємом 3,2 л і потужністю 250 к.с. з моделі Alfa Romeo 156. Дизайн кузова розробив Шарль ван дер Бош з Брюселю, приділивши значну увагу вигляду салону, збільшивши ширину авто і розмістивши ззаду багажник.
Остання модифікація 2008 Gillet Vertigo.5 Spirit була презентована на Брюсельському автосалоні з мотором V6 Alfa Romeo об'ємом 3,8 л і потужністю 350 к.с. Вона розвиває швидкість 300 км/год і розганяється 0-100 км/год за 3,2 секунди. Завдяки малій вазі при скромній потужності мотору V8 Maserati 420 к.с. об'ємом 4,2 л (з Quattroporte V, GranTurismo) модель мала доволі високу питому потужність 2 кг/к.с., що відповідає показникам суперкарів.

## Мотоспорт

Gillet Vertigo Streiff

Колишній автогонщик Філіпп Штрайф створив гоночну команду на базі Gillet Vertigo Streiff. З 1998 команда брала участь у перегонах Belcar (чемпіонат Бельгії), перегонах формули G2.

## Модифікації
- 1997-2002 — Gillet Vertigo, V6 Alfa Romeo • 2959 см³ • 226 к.с.
- 2002-2008 — Gillet Vertigo GT2, V6 Alfa Romeo • 3179 см³ • 250 к.с.
- 2002-2008 — Gillet Vertigo Streiff, V6 Alfa Romeo • 3179 см³ • 250 к.с.
- з 2008 — Gillet Vertigo 5, V6 Alfa Romeo • 3788 см³ • 350 к.с.
- з 2008 — Gillet Vertigo 5 GT2, V8 Maserati • 4244 см³ • 420 к.с.